# Polizistenmord in Augsburg 2011

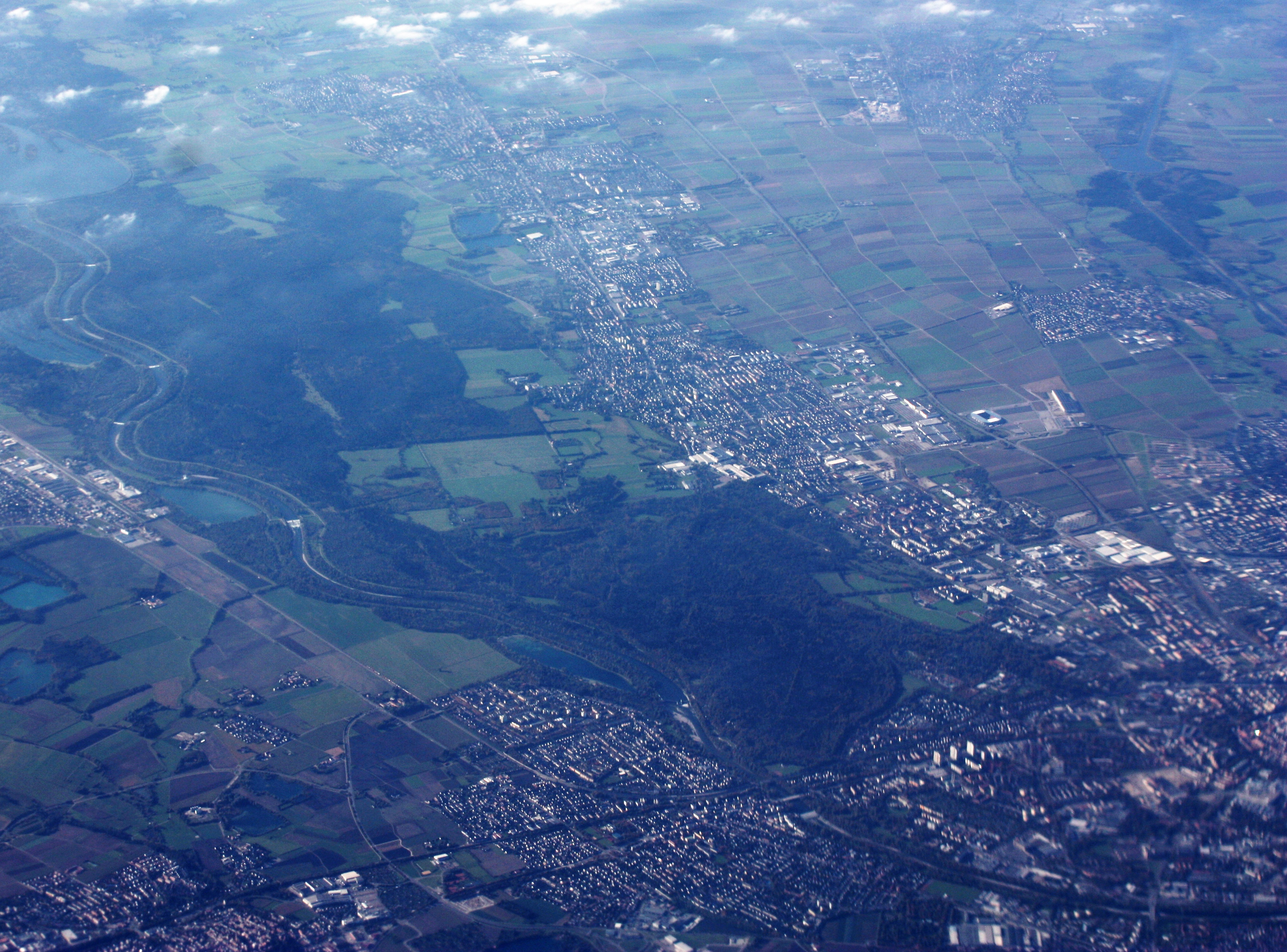
Luftbild vom Siebentischwald, Blickrichtung Südsüdwest. Gut zu erkennen sind der Lech, der Kuhsee und Augsburg-Haunstetten-Siebenbrunn

Der Polizistenmord in Augsburg 2011 ereignete sich gegen 2:50 Uhr des 28. Oktober 2011 westlich des Kuhsees im Siebentischwald südöstlich der Innenstadt von Augsburg. Für die Tat wurde ein Brüderpaar verurteilt.

## Tathergang
Die Streifenbesatzung, bestehend aus Polizeihauptmeister Mathias Vieth (41) und einer Kollegin (Polizeiobermeisterin, 30), wollten um 3 Uhr früh die Besatzung eines auf einem Waldparkplatz parkenden Motorrades (Honda CB 500) einer Routinekontrolle unterziehen. Daraufhin flüchteten der Fahrer und sein Sozius auf dem Motorrad und es kam zur Verfolgungsfahrt über die Fußgängerbrücke des Hochablasses. Nach Überqueren des Hochablasses stürzte das Motorrad nach Einfahrt in den benachbarten Siebentischwald durch feuchte Blätter am Waldboden. Nachdem die Beamten ausgestiegen waren und die Verdächtigen aufgefordert hatten, sich hinzulegen, begann einer der Männer oder auch beide, auf die Beamten zu schießen, es kam zu einem Schusswechsel unter Einsatz eines Schnellfeuergewehrs durch die Täter und Pistolen bei den Polizisten bei einer Distanz von etwa 10 Metern. Vieth erlitt mehrere Treffer und starb noch am Tatort an schweren Kopfverletzungen, vor denen ihn seine schusssichere Weste nicht hatte schützen können. Die Beamtin ging hinter der Beifahrertür in Deckung und feuerte vier Schüsse aus ihrer Dienstwaffe ab. Ein von den Tätern abgefeuertes Geschoss prallte am Reservemagazin ihrer Dienstpistole am Gürtel ab, wobei sie durch eine im Magazin explodierte Patrone leicht verletzt wurde. Die Männer flüchteten zu Fuß in Richtung Siebentischwald bzw. Lech.

## Ermittlungen und Fahndungen
Eine Sofortfahndung verlief ergebnislos. Noch am selben Tag wurde die 40-köpfige Soko „Spickel“ auf Präsidiums-Ebene eingerichtet (Leitung: Leitender Kriminaldirektor Klaus Bayerl). Am 29. Oktober 2011 wurde die Tatwaffe, eine Großkaliber-Pistole, des Flüchtigen gefunden. Am 9. November 2011 strahlte das ZDF in der Sendung Aktenzeichen XY … ungelöst eine Öffentlichkeitsfahndung aus. Ab Dezember 2011 wurde für Hinweise, die zur Aufklärung der Tat geführt hätten, eine Belohnung von 100.000,00 Euro ausgelobt. Aus der Bevölkerung gingen rund 700 Hinweise bei der Polizei ein. Bis 30. Dezember 2011 wurden mehr als 850 Spuren ausgewertet.
Ende Dezember 2011 wurden zwei Festnahmen im Zusammenhang mit dem Mordfall getätigt. Einem der Tatverdächtigen konnten am Tatort gefundene DNA-Spuren zugeordnet werden. Rudolf (Rudi) R. (56) hatte bereits 1975 den Augsburger Polizisten Bernd-Dieter Kraus (30) erschossen und war nach 19 Jahren aus dem Gefängnis entlassen worden. Raimund M. (58) ist sein Bruder. Die Staatsanwaltschaft Augsburg erhob im Herbst 2012 Anklage beim Landgericht Augsburg.
Dies war der dritte Augsburger Polizistenmord seit 1945.

## Prozess
Am 21. Februar 2013 wurde unter strengsten Sicherheitsvorkehrungen vor dem Landgericht Augsburg der Prozess gegen die Brüder eröffnet. Beide Angeklagten bestritten die Tat. Es handelte sich um einen Indizienprozess, für den knapp 50 Verhandlungstage geplant waren und 200 Zeugen gehört wurden. Als Nebenkläger traten die Witwe des ermordeten Polizisten Mathias Vieth sowie die verletzte Polizistin auf. Laut Staatsanwaltschaft galt der Hauptbeschuldigte R. als „sozial unangepasster Waffennarr, der schießwütig agiert, wenn er in Konfliktsituationen gerät“. R. verweigerte am 1. Prozesstag jede Aussage und rief nach Verlesung der Anklage: „Es ist müßig, auf diese Grimms Märchen zu reagieren.“ Als der Antrag abgelehnt wurde, von den angelegten Fußfesseln befreit zu werden, bezeichnete er den Staatsanwalt Hans-Peter Dischinger als „Drecksack“.
Sowohl der 58-Jährige als auch sein Bruder wurden durch DNA-Spuren und weitere Indizien belastet. Im Umfeld der beiden wurde ein ganzes Waffenarsenal, teils aus Kriegswaffen bestehend, sichergestellt. Gutachtern des Bundeskriminalamtes gelang der Nachweis, dass beschlagnahmte Kalaschnikow-Schnellfeuergewehre mit dem Verbrechen in Zusammenhang standen.
Die vom Amtsgericht Augsburg durch Beschluss angeordnete Einzelhaft vom 9. Juli 2012 gegen Raimund M. führte zu einer strengen Isolierung des Gefangenen in der Justizvollzugsanstalt Straubing und war mitursächlich für dessen schwere Erkrankung. M. wurde wegen seiner körperlichen Gebrechen für „vorläufig verhandlungsunfähig“ erklärt. Der Gerichtspsychiater schloss aus, dass Raimund M. am Tattag als Fahrer oder Beifahrer auf dem Fluchtfahrzeug gesessen habe.
Ebenso saß der Bruder Rudolf R. in Einzelhaft. Wegen beginnender psychischer Beeinträchtigungen wurde der Beschluss gegen diesen aufgehoben, um zu verhindern, dass er ebenfalls verhandlungsunfähig werden würde.

## Verurteilung
Die Strafkammer des Landgerichtes Augsburg verurteilte Rudolf R. am 27. Februar 2014 zu lebenslanger Freiheitsstrafe und ordnete die anschließende Sicherungsverwahrung an. Er wurde wegen Mordes mit besonderer Schwere der Schuld und versuchten Mordes verurteilt. Eine Anwältin der Nebenkläger kommentierte dies mit den Worten: „Er [der Angeklagte] hat sich wirklich die Hinrichtung gegönnt.“
Die Verhandlung gegen Raimund M. wurde wegen Verhandlungsunfähigkeit (Parkinson-Krankheit) zunächst ausgesetzt. Am 22. September 2014 wurde der Prozess erneut aufgenommen. Daraufhin wurde er am 5. März 2015 zu lebenslanger Haft mit besonderer Schwere der Schuld verurteilt, allerdings ohne Sicherungsverwahrung. Eine Revision vor dem Bundesgerichtshof im März 2015 wurde abgewiesen, sodass das Urteil des Landgerichts Augsburg weiter in Kraft blieb.
Der überlebenden Polizeibeamtin, die bei der Tat schwer traumatisiert wurde, sprach das Landgericht in einem separaten Zivilverfahren Anspruch auf die Zahlung von Schmerzensgeld durch die beiden Täter zu.
2018 geriet der Haupttäter R. erneut in die Schlagzeilen, als er im Besucherraum der Justizvollzugsanstalt Diez einen versuchten Mord an einer Frau vereitelte.